# Centre régional d'innovation et de transfert de technologie
Un Centre régional d'innovation et de transfert de technologie (CRITT) est une structure scientifique créée à partir des années 1980. Ce sont des instituts regroupant par association (loi de 1901) les acteurs locaux du monde professionnel et de la recherche publique dans un domaine donné. Ils apportent une expertise scientifiques aux petites structures industrielles (PME…) qui n'auraient pas les moyens d'avoir un centre de R&D et permettent également le transfert de technologie entre les laboratoires publics et le monde professionnel (création de start-up, exploitation de brevets…). Il existe environ deux cents CRITT en France.

## Contrôle qualité
Depuis 1996, la qualité d'expertise des CRITT peut être contrôlée sur demande du CRITT, par l'AFNOR, et se voir attribuer l'un des trois différents labels suivants pour une durée de trois ans :
- Centre de ressources technologiques (CRT) ;
- Cellule de diffusion technologique (CDT) ;
- Plate-forme technologique (PFT).

## CRITT par régions
Une liste non exhaustive des CRITT est présentée ci-dessous par région.
Alsace :
- CRITT RITMO Agroenvironnement
- CRITT Matériaux Alsace
- CRITT HOLO3
- CRITT Aérial

Nouvelle-Aquitaine :
Auvergne :
- Pôle technologique d'Auvergne CASIMIR

Bourgogne-Franche-Comté :
Bretagne :
- CBB Capbiotek[3]
- ID2Santé

Centre-Val de Loire :
- ARITT Centre : Agence Régionale pour l'Innovation et du Transfert de Technologie

Champagne-Ardenne :
- CRITT Matériaux, Dépôts et Traitements de Surface

Corse :
Guadeloupe :
Guyane :
Hauts-de-France :
- CRITT Polymères

Île-de-France :
- Centre francilien de l'innovation

Languedoc-Roussillon :
- CRITT-TTI technologies de maison[4]

Limousin :
- CTTC
- CITRA

Lorraine :
- AGRIA Lorraine
- APOLLOR
- Centre lorrain des technologies de la santé
- CIRTES
- CRITT METALL 2T
- NAN.C.I.E.
- Pôle de plasturgie de l'Est
- Institut de soudure
- CRITT Bois
- CRITT Techniques Jet Fluide et Usinage

Martinique :
Mayotte :
Midi-Pyrénées :
- CRITT Agro-alimentaire
- CRITT Agroressource
- CRITT Automatisation & Robotique[5]
- CRITT Bio-Industries
- CRITT Bois Occitanie[6]
- CRITT Collage[7]
- CRITT Génie des Procédés
- CRITT Mécanique et Composites[8]

Nord-Pas-de-Calais :
- CRITT Mécanique, Matériaux et Acoustique (M2A)

Normandie :
- CRITT polymères-composites
- CRITT Analyses et Surface
- CRITT Transport et Logistique
- CERTAM
- CEVAA

Pays de la Loire :
- CRITT Productique Astinov

Poitou-Charentes :
- CRITT Agro-Alimentaire
- CRITT Horticole ARRDHOR
- CRITT Informatique
- CRITT Matériaux
- CRITT Sport et Loisirs

Provence-Alpes-Côte d'Azur :
- CRITT Agro-alimentaire PACA
- CRITT Chimie, Formulation, Matériaux

La Réunion :
Rhône-Alpes :
- CRITT Agro-alimentaire
- CRITT Bois
- CRITT Électronique
- CRITT Emballage
- CRITT Mécanique
- CRITT Plastiques
- CRITT Textiles
- CRITT TIC
- CRITT Savoie
- CRITT Drôme Ardèche